# Centrale hydroélectrique d'Alta
La centrale hydroélectrique d'Alta est une centrale hydroélectrique située dans le canyon Sautso, sur la rivière Altaelva dans le comté de Finnmark, au nord de la Norvège. Le barrage de 125 m de haut forme le lac Virdnejávri dont les eaux sont dirigées jusqu'à la centrale située à 2 km de là, pour une hauteur de chute totale de 185 m. Sa construction a donné lieu à un important mouvement de protestation, notamment de la part des Sames et de militants écologistes, à la fin des années 1970 et au début des années 1980 connu sous le nom de controverse d'Alta. Elle appartient à la compagnie publique norvégienne de production d'électricité Statkraft.

## Caractéristiques techniques
La centrale hydroélectrique est située à quarante kilomètres de l'embouchure de l'Altaelva. Elle reçoit l'essentiel de son eau du Finnmarksvidda. La centrale est dotée de deux générateurs, d'une puissance respective de 100 MW et de 50 MW. Elle utilise une chute de 185 mètres située au bout du réservoir du Virdnejavri, long de 18 kilomètres. Le barrage a une hauteur de 125 mètres.
En aval de la centrale, la rivière abrite une population de saumons.

## Controverse liée à sa construction
La controverse a commencé lors de la publication par la Direction norvégienne des ressources en eau et de l'énergie, en 1968, d'un rapport prévoyant la construction d'une centrale hydroélectrique et d'un barrage qui provoquerait l'inondation du village same de Masi. Le plan initial rencontrant de la résistance politique, notamment avec la fondation du Aksjonskomiteen against neddemming by Masi en 1970, un projet moins ambitieux nécessitant moins de déplacements de résidents sames et un moins grand dérangement de la migration des rennes et de la pêche du saumon sauvage est proposé. Une demande de construction est déposée en 1974.
En 1978, le Mouvement populaire contre le développement du cours d'eau Alta-Kautokeino (Folkeaksjonen mot utbygging av Alta-Kautokeinovassdraget) est fondé, créant une plate-forme organisée pour s'opposer, puis résister aux travaux de construction. À son apogée, cette association comptera pas moins de 20 000 membres. Ce groupe et d'autres organisations recourent alors devant les tribunaux norvégiens pour empêcher le début de la construction.
Durant l'été 1979, près de 6 000 opposants à la centrale participent à un camp organisé à Detsika, au bord de l'Altaelva. De nombreux artistes, comme la chanteuse amérindienne canadienne Buffy Sainte-Marie sont présents.
Alors que la construction était prête à commencer, à l'automne 1979, deux actes de désobéissance civile sont entrepris. Sur le site de la construction lui-même, des activistes organisent un sit-in et empêchent les machines de commencer leur travail. Au même moment, de nombreux activistes sames campent devant le parlement norvégien et sept d'entre eux commencent une grève de la faim.
Le premier ministre d'alors, Odvar Nordli, a essayé de prévenir une telle escalade en promettant une révision de la décision du parlement, mais le parlement confirmera sa décision de construire le barrage sur la rivière. Plus de 1000 manifestants s'enchaînent alors sur le site de la construction lorsque les travaux recommencent, en janvier 1981. Huit cents d'entre eux sont arrêtés le 14 janvier.
La police norvégienne répond alors en déployant des forces conséquentes : au plus fort des manifestations, 10 % de tous les policiers norvégiens seront stationnés à Alta. Les manifestations sont alors évacués de force par la police. Pour la première fois depuis la Seconde Guerre mondiale, des Norvégiens sont arrêtés et accusés de violation de la loi contre les émeutes. Les organisations centrales du peuple same décident alors d'interrompre toute coopération avec le gouvernement norvégien. Deux femmes se rendent même à Rome pour remettre une pétition au pape.
Au début de l'année 1982, la Cour Suprême rend une décision favorable au gouvernement, sonnant la fin de l'opposition organisée. Une tentative de dynamitage d'un pont a toutefois lieu le 19 mars 1982, sans succès.
La centrale hydroélectrique est alors bâtie et est inaugurée en 1987.
Les principaux chefs du Mouvement populaire contre le développement de la voie navigable Alta-Kautokeino sont condamnés en 1983 à des amendes et de courtes peines de prison pour avoir encouragé des actes illégaux. L'association elle-même s'était auto-dissoute en 1982.